# Atlas Telecom
Atlas Telecom est une société internationale de communications fondée en France mais désormais basée aux Bermudes. C'est une filiale de Atlas Group. Une de ses plus grandes divisions est Atlas Telecom en Roumanie.